# Пиритиба
Пиритиба (порт. Piritiba)  —  муниципалитет в Бразилии, входит в штат Баия. Составная часть мезорегиона Северо-центральная часть штата Баия. Входит в экономико-статистический микрорегион Жакобина. Население составляет 15 289 человек на 2006 год. Занимает площадь 990,598 км². Плотность населения — 15,4 чел./км².

## История
Город основан в 1952 году.

## Статистика
- Валовой внутренний продукт на 2003 год составляет 34 718 765,00 реалов (данные: Бразильский институт географии и статистики).
- Валовой внутренний продукт на душу населения на 2003 год составляет 2040,96 реалов (данные: Бразильский институт географии и статистики).
- Индекс развития человеческого потенциала на 2000 год составляет 0,639 (данные: Программа развития ООН).